# Isabelle White
Isabelle White (n. 1 septembrie 1894, Middlesex, Anglia, Regatul Unit al Marii Britanii și Irlandei – d. 24 iunie 1972, Greater London, Anglia, Regatul Unit) a fost o săritoare în apă ce a reprezentat Regatul Unit al Marii Britanii și al Irlandei de Nord, medaliată olimpică. A participat la 3 ediții ale Jocurilor Olimpice (1912, 1924, 1928) în care a câștigat o medalie de bronz.